# Kloster Veßra
Kloster Veßra este o comună din landul Turingia, Germania.